# Johan Kjølstad
Johan Kjølstad (Levanger, 9 de marzo de 1983) es un deportista noruego que compitió en esquí de fondo.
Ganó dos medallas en el Campeonato Mundial de Esquí Nórdico de 2009, oro en la prueba de velocidad por equipo y plata en velocidad individual.
Participó en dos Juegos Olímpicos de Invierno, ocupando el séptimo lugar en Turín 2006 y el noveno en Vancouver 2010, ambas en la prueba de velocidad individual.

## Palmarés internacional
| Campeonato Mundial | Campeonato Mundial        | Campeonato Mundial | Campeonato Mundial   |
| Año                | Lugar                     | Medalla            | Prueba               |
| ------------------ | ------------------------- | ------------------ | -------------------- |
| 2009               | Liberec (República Checa) | Medalla de oro     | Velocidad por equipo |
| 2009               | Liberec (República Checa) | Medalla de plata   | Velocidad individual |